# Breaking the Chains
Albums de Dokken
Tooth and Nail
(1984)
Breaking the Chains est le 1er album studio de Dokken sorti en septembre 1983. Pour l'Europe, l'album est sorti avec un titre légèrement différent, et avec une sortie un peu plus tôt (1981). L'album s'intitule Breakin the Chains pour les États-Unis et Breakin' the Chains pour l'Europe.

## Composition du groupe
- Don Dokken – chants
- George Lynch – guitare
- Juan Croucier (crédité mais ne joue pas) – basse, chœurs
- Mick Brown – batterie, Chœurs

Musiciens non crédités
- Bobby Blotzer - batterie sur Young Girls, Stick to Your Guns & Paris Is Burning.
- Peter Baltes - basse

## Liste des titres
| 1.  | Breaking the Chains | Dokken, Lynch           | 3:50 |
| 2.  | Seven Thunders      | Dokken, Lynch, Brown    | 3:43 |
| 3.  | I Can't See You     | Dokken, Croucier        | 3:08 |
| 4.  | In the Middle       | Dokken, Lynch           | 3:12 |
| 5.  | We're Illegal       | Dokken, Lynch, Croucier | 3:39 |
| 6.  | Paris               | Dokken, Lynch           | 3:13 |
| 7.  | Stick to Your Guns  | Dokken                  | 3:55 |
| 8.  | Young Girls         | Dokken, Lynch           | 3:14 |
| 9.  | Felony              | Dokken                  | 3:25 |
| 10. | Nightrider          | Dokken, Lynch, Brown    | 5:07 |

| 1.  | Breaking the Chains         | Dokken, Lynch           | 3:50 |
| 2.  | In the Middle               | Dokken, Lynch           | 3:44 |
| 3.  | Felony                      | Dokken                  | 3:07 |
| 4.  | I Can't See You             | Dokken, Croucier        | 3:12 |
| 5.  | Live to Rock (Rock to Live) | Dokken, Lynch, Croucier | 3:38 |
| 6.  | Nightrider                  | Dokken, Lynch, Brown    | 3:13 |
| 7.  | Seven Thunders              | Dokken, Lynch, Brown    | 3:56 |
| 8.  | Young Girls                 | Dokken, Lynch           | 3:14 |
| 9.  | Stick to Your Guns          | Dokken                  | 3:24 |
| 10. | Paris is Burning            | Dokken, Lynch           | 5:08 |